# 真愛挑日子 (電視劇)
《真愛挑日子》（英語：One Day）是Netflix原創英國浪漫喜劇電視劇，由妮可·泰勒主創、莫莉·曼納斯（Molly Manners）執導。本劇改編自英國作家大衛·尼克爾斯於2009年出版的同名小說及安·海瑟薇和吉姆·史特格斯主演的同名電影（2011年）。領銜主演為里歐·伍道爾和安碧卡·莫德。
全季已於2024年2月8日在Netflix播出。

## 演員及角色

### 主要角色
- 里歐·伍道爾（英语：Leo Woodall） 飾演 達斯特·麥修（Dexter Mayhew）：小有名氣的電視主持人。
- 安碧卡·莫德（英语：Ambika Mod） 飾演 艾瑪·摩利（Emma Morley）：畢業於英文系的劇本作家。

### 常設角色
- 安柏·葛拉皮（Amber Grappy）飾演 緹莉（Tilly）：艾瑪的摯友兼室友。
- 布蘭登·奎茵（Brendan Quinn）飾演 卡倫（Callum）：達斯特的摯友兼室友。
- 艾絲·戴維斯（英语：Essie Davis） 飾演 艾莉森·麥修（Alison Mayhew）：達斯特的母親，得了癌症後身體日漸虛弱。
- 提姆·麥克納尼（英语：Tim McInnerny） 飾演 史蒂芬·麥修（Stephen Mayhew）：達斯特的父親。
- 喬尼·沃頓（Jonny Weldon）飾演 伊恩（Ian）：艾瑪的餐廳同事，主業是喜劇演員。個性憨厚老實，喜歡艾瑪。
- 艾蓮娜·湯姆林森（英语：Eleanor Tomlinson） 飾演 Sylvie
- 亞當·洛克斯麗（Adam Loxley）飾演 Graham

### 客串角色
- 艾蜜莉·布徹（Emily Butcher）飾演 卡洛琳（Caroline）：在大學畢業舞會搭訕達斯特的女同學。
- 提姆·普雷斯頓（Tim Preston）飾演 蓋瑞（Gary）：大榔頭劇場合作社（Sledgehammer）的老闆，喜歡艾瑪。
- 艾蜜莉·伊頓-普羅萊特（Emily Eaton-Plowright）飾演 康蒂（Candy）：艾瑪的劇團同事。
- 安東尼·卡爾夫（英语：Anthony Calf） 飾演 希德（Sid）：艾瑪的劇團同事。
- 芙蕾雅·帕克（法语：Freya Parker） 飾演 崔熙（Tracey）：艾瑪的劇團同事。
- 艾克·貝內特（Ike Bennett）飾演 庫梅（Kwame）：艾瑪的劇團同事。
- 亞歷克斯·吉布森-喬治（Alex Gibson-Giorgio）飾演 帕迪（Paddy）：艾瑪的餐廳同事。
- 艾拉-雷·史密斯（英语：Ella-Rae Smith） 飾演 娜歐蜜（Naomi）：又稱諾靡（Nomi），達斯特的第二任女友
- 托比·斯蒂芬斯 飾演 Lionel Cope
- 裘莉·理查德森（英语：Joely Richardson） 飾演 Helen Cope
- 比莉·蓋斯頓（Billie Gadsdon）飾演 Jasmine
- 約翰·麥克米倫（英语：John Macmillan (actor)） 飾演 Aaron
- 蕾貝卡·姆雷爾（Rebekah Murrell）飾演 Suki
- 喬迪·普萊斯（Jodie Price）飾演 Sonya
- 蘇菲·沃爾夫（Sophie Wolff）飾演 Tara
- 約瑟夫·法洛（Joseph Pharoah）飾演 Andy
- 梅根·崔德威（Meghan Treadway）飾演 Kate
- 瑪蒂爾達·杜多明·史托姆（Mathilde Thomine Storm）飾演 Tove
- 山姆·史旺（Sam Swan）飾演 Damian
- 貝絲·琳賽（Beth Lindsey）飾演 Sarah
- 馬克·羅利（英语：Mark Rowley (actor)） 飾演 Mr. Godalming
- 愛德華·薛尼（Edouard Chény）飾演 Jean-Pierre
- 約翰·圖爾特（John Tueart）飾演 Andrew
- 漢娜·范弗利特（英语：Hannah van Vliet） 飾演 Lotte

## 集數
| 集數 | 標題   | 導演                         | 編劇                   | 上線日期     |
| ---- | ------ | ---------------------------- | ---------------------- | ------------ |
| 1    | 第1集  | 莫莉·曼納斯（Molly Manners） | 妮可·泰勒              | 2024年2月8日 |
| 2    | 第2集  | 莫莉·曼納斯                  | 畢堅·謝巴尼、妮可·泰勒 | 2024年2月8日 |
| 3    | 第3集  | 莫莉·曼納斯                  | 妮可·泰勒              | 2024年2月8日 |
| 4    | 第4集  | 凱特·休伊特（Kate Hewitt）   | 妮可·泰勒              | 2024年2月8日 |
| 5    | 第5集  | 凱特·休伊特                  | 安娜·喬丹、維奈·帕特爾 | 2024年2月8日 |
| 6    | 第6集  | 凱特·休伊特                  | 畢堅·謝巴尼            | 2024年2月8日 |
| 7    | 第7集  | 約翰·哈德維克                | 妮可·泰勒              | 2024年2月8日 |
| 8    | 第8集  | 約翰·哈德維克                | 安娜·喬丹              | 2024年2月8日 |
| 9    | 第9集  | 約翰·哈德維克                | 畢堅·謝巴尼            | 2024年2月8日 |
| 10   | 第10集 | 盧克·史奈林                  | 妮可·泰勒              | 2024年2月8日 |
| 11   | 第11集 | 盧克·史奈林                  | 妮可·泰勒              | 2024年2月8日 |
| 12   | 第12集 | 盧克·史奈林                  | 妮可·泰勒              | 2024年2月8日 |
| 13   | 第13集 | 盧克·史奈林                  | 大衛·尼克爾斯          | 2024年2月8日 |
| 14   | 第14集 | 莫莉·曼納斯                  | 妮可·泰勒              | 2024年2月8日 |

## 製作

### 開發
2021年11月，Netflix宣布訂下由戲劇共和國製作的改編電視劇《真愛挑日子》。劇本由妮可·泰勒主創，其他編劇包括安娜·喬丹、維奈·帕特爾和畢堅·謝巴尼；小說原著作者大衛·尼克爾斯和妮可·泰勒、羅安娜·貝恩（Roanna Benn）、裘德·利克奈茨基（Jude Liknaitzky）等人擔任執行製作人；莫莉·曼納斯（Molly Manners）為主要執導。

### 選角
2022年6月，宣布里歐·伍道爾和安碧卡·莫德將領銜主演本劇，分別飾演男主角德克斯特（Dexter）和女主角艾瑪（Emma）。同年7月及10月，艾蓮娜·湯姆林森和艾絲·戴維斯加入劇組，分別飾演男主角的第一任妻子席爾維（Sylvie）和德克斯特的母親艾莉森（Alison）。

### 拍攝
主體拍攝於2022年7月4日開始至2023年1月19日結束。大多在倫敦和愛丁堡取景拍攝，地點包括倫敦的伊斯靈頓、愛丁堡舊城、西尾區以及愛丁堡大學的舊學院。

## 發行
前導預告片於2024年1月8日釋出，《真愛挑日子》將於2024年2月8日全球同步首映。

## 外部連結
- 互联网电影数据库（IMDb）上《真愛挑日子》的资料（英文）
- 在Netflix上觀看《真愛挑日子》